# اتحاد موريشيوس لكرة القدم
تأسس اتحاد موريشيوس لكرة القدم في عام 1952م وانضم إلى الإتحاد الدولي لكرة القدم في 1962م وانضم إلى الاتحاد الأفريقي لكرة القدم في 1963م.